# Кольцов, Николай Константинович
Никола́й Константи́нович Кольцо́в (3 (15) июля 1872, Москва — 2 декабря 1940, Ленинград) — классик биологии, организатор науки, один из создателей отечественной школы экспериментальной биологии (основатель физико-химической экспериментальной биологии), первооткрыватель внутриклеточного цитоскелета, автор гипотез о матричном синтезе хромосом и их эпигенетических изменениях. Ему же принадлежит гипотеза о химическом и радиационном мутагенезе как факторах изменения генома и движителях эволюции. Член-корреспондент Императорской Санкт-Петербургской академии наук с 1916 года (Академии наук СССР — с 1925-го), академик ВАСХНИЛ (1935), член Королевской академии в Эдинбурге. Создатель ряда научных учреждений и изданий. Наследник его института — Институт биологии развития РАН носит имя Кольцова.

## Биография
Николай Константинович Кольцов родился в московской семье бухгалтера крупной меховой фирмы, Константина Алексеевича Кольцова и купеческой дочери, Марии Алексеевны. Семья рано лишилась кормильца, но мать, Варвара Ивановна (урождённая Быковская), сумела воспитать троих детей и дать им образование. Кольцов был в родстве с К. С. Станиславским (Алексеевым) и известными учёными: биологом С. С. Четвериковым и математиком Н. С. Четвериковым.

### Учёба и первые командировки
В 1890 году Кольцов с золотой медалью окончил 6-ю Московскую гимназию и стал студентом естественного отделения физико-математического факультета Московского университета. В конце века в России быстро развивались образование и наука. Страну называли «второй родиной дарвинизма». Научным руководителем Кольцова стал видный русский зоолог М. А. Мензбир. Под его руководством Кольцов начал изучать сравнительную анатомию. Интерес студента к эмбриологии и гистологии разбудил приват-доцент В. Н. Львов. «Я никак не могу пожаловаться, что студентом попал в плохую школу»
В январе 1894 года Кольцов окончил Университет с дипломом первой степени и золотой медалью за сочинение «Пояс задних конечностей и задние конечности позвоночных» (1894). В том же году он принимает участие в работе Всероссийского съезда естествоиспытателей и врачей с работой «Развитие таза у лягушки». «Я, сам того не сознавая, разработал (вопрос) с точки зрения …только начавшей развиваться и мне незнакомой науки — механики развития». Кольцов был оставлен в Университете «для подготовки к профессорскому званию» по кафедре сравнительной анатомии. На учреждённую С. М. Третьяковым стипендию Кольцова командировали за границу.
С осени 1897 года он знакомился с европейскими лабораториями, начиная с лаборатории микроскописта и цитолога Флемминга в Киле. Кольцов работал также у Бючли и на зоологических станциях в Неаполе, Виллафранке, Роскове. Особую роль в жизни учёного сыграет Неаполитанская морская зоологическая станция. Где Кольцов работал и до, и после революции. Там русский биолог познакомился с крупным американским коллегой Э. Уилсоном и с писателем Максимом Горьким. В Европе он прекрасно овладел несколькими языками и в дальнейшем публиковал свои работы на русском, французом и немецком.

### Преподавание
С 1899 года Кольцов — приват-доцент Московского университета, любимец студентов. Его курс общей биологии напоминал анимацию: читая лекцию, он рисовал на доске цветными мелками. Слушатели Кольцова годы спустя старались воспроизвести приёмы учителя. В 1901 г. он защитил магистерскую диссертацию «Развитие головы миноги». Эта работа поставила точку в его сравнительно-анатомических трудах. В 1902—1903 гг. Кольцов вновь работал за границей, в Германии и на морских биостанциях. Там он обнаружил особые внутриклеточные структуры, определяющие форму, сократимость и подвижность клеток (позже их назовут цитоскелетом). Форма животных клеток менялась в зависимости от состава окружающих их растворов. Зарубежные коллеги назовут это явление «кольцовским принципом организации клеток».
В Россию Кольцов привёз готовую докторскую диссертацию «Исследование о спермиях десятиногих раков в связи с общими соображениями относительно организации клетки» (1905) и убеждение — будущее за новой, экспериментальной биологией. Однако в январе 1906 года Кольцов отказался от защиты, поддержав забастовку брошюрой «Памяти павших. Жертвы из среды московского студенчества в октябрьские и декабрьские дни». Брошюру конфисковали, но половина тиража успела разойтись.
В 1909 и 1910 годах вышла его новая работа. В ней учёный критикует устаревшую систему образования и призывает к её реформам, рассказывает о своём конфликте с руководством Университета. Это вызвало неудовольствие его руководителей. Учёного ограничивают в научной и педагогической деятельности, а полиция установила за ним наблюдение.
В 1911 году большая группа видных профессоров и преподавателей покинула Московский университет. Они выступили против уничтожения остатков университетских свобод министром просвещения Л. А. Кассо (дело Кассо). Среди ушедших были и Н. К. Кольцов, и проректор М. А. Мензбир.

### Рождение школы
Способность Кольцова воспринимать биологию интуитивно и целостно проявилась рано. Отсюда его многочисленные предвидения. В 1903 году, задолго до генетического доказательства явления, Кольцов пояснял студентам механизм перекрёста хромосом с последующим обменом генами (кроссинговер).
С 1903 года Кольцов был профессором на Высших женских курсах. На ВЖК впервые заработал большой биологический практикум — символ кольцовской школы. В 1908 году Кольцов также стал профессором Народного университета имени Шанявского, где в 1912 году организовал первую в мире учебно-исследовательскую лабораторию экспериментальной биологии и преподавал до 1918 года. Здесь в 1912 году Кольцов создаёт первую в мире лабораторию экспериментальной биологии. Вокруг биолога формируется ряд молодых исследователей, которые в дальнейшем войдут в историю как крупные самостоятельные учёные.

### Личная жизнь
На Высших женских курсах Н. К. Кольцов познакомился со студенткой Марией Полиевктовной Садовниковой, сестрой будущего академика, химика-органика П. П. Шорыгина). В 1917 году она стала женой Н. К. Кольцова, этому предшествовали 10 лет совместной работы. Их связывали общие взгляды и общие интересы. Современники отмечали, что это был очень счастливый союз двух единомышленников. Мария Полиевктовна прожила с Кольцовым до конца жизни как преданный друг и помощник.

### Создание Института экспериментальной биологии
Кольцов был известен тем, что не ставил своего имени в статьи учеников, если непосредственно не принимал участия в эксперименте, даже если работа могла полностью опираться на его идею. Несмотря на это занижение формального авторства учёного, его работы довольно скоро заметили за рубежом. А в 1915 году с подачи И. П. Павлова и других академиков магистру Кольцову предложили членство в Петербургской академии наук (где в то время преобладали гуманитарные науки) по биологическому разряду отделения физико-математических наук. Тогда же Академия предложила ему возглавить вновь создаваемую кафедру экспериментальной биологии в Петрограде, но Кольцов предпочёл остаться в Москве. В это время промышленники уже затевали создание «малой академии» в Москве и было учреждено Московское общество научных институтов (где планировалось изучать естественные науки с креном в медицину). Одним их первых появился Институт экспериментальной биологии, который возглавил Н. К. Кольцов. Тогда это была всего лишь небольшая, но хорошо оборудованная лаборатория.
Потрясения 1917 года и последующих лет не «убили» Институт и дело Кольцова, но лишили его всех необходимых средств (доходило до того, что нечем было кормить животных, не говоря уже про жалование сотрудников). В это непростое время, Кольцов, который уже собирал вокруг себя талантливых учеников (таких как Н. В. Тимофеев-Ресовский), писал: «В уверенности, что не стены здания и не бюджет создают научные Институты, а идея и люди, я спокойно смотрю в туманное будущее». Благодаря своему упорству, Кольцов сумел получить поддержку этих начинаний у новых властей. Главным здесь оказался нарком здравоохранения Н. А. Семашко, которому удалось «протащить через революцию» московские научные институты и обратить их на пользу новому государству. Немалую роль сыграла и Комиссия (по изучению) Естественных Производительных Сил (КЕПС), которая появилась ещё во время Первой мировой войны.
После февраля 1917 года Кольцов вернулся в Университет и преподавал в нём до 1929 года. Под его руководством кафедра экспериментальной зоологии, Институт и опытные станции составили единое целое. Учёный привлёк в сотрудники и молодёжь, и сложившихся учёных (в том числе Д. П. Филатов и С. С. Четвериков и др.). С работой в Институте связаны все основные научные достижения Кольцова послереволюционного периода. Это был первый многодисциплинарный институт, независимый от высших учебных заведений, который объединил биологов различных специальностей — генетиков, физиологов, цитологов и т. д.
При НЭПе в ИЭБ стало расти финансирование и увеличилось число сотрудников. Отмечали важную черту кольцовской школы: крупные учёные во всём мире держались в своих центрах одной темы, у Кольцова же изучение шло по разным направлениям. Высоко ценился им и творческий подход. Учёный считал, что работы учеников должны быть шире, чем у их учителя. Что сотрудники, развивая науку, сумеют двинуться дальше будучи самостоятельными. В зависимости от запросов жизни темы гибко менялись. Кольцов был убеждён, что нет наук прикладных и фундаментальных. Есть лишь наука и её применение в жизни людей. Большую роль в формировании стратегии Института играли еженедельных семинарах Института экспериментальной биологии, проходивших под председательством Кольцова. Лишь несколько перспективных студентов старших курсов университета допускались на его заседания. На семинаре присутствовали все 30 сотрудников института, а также сотрудники некоторых биологических кафедр МГУ и других московских институтов. Творческой атмосфере семинара способствовало участие в его работе выдающихся ученых — С. С. Четверикова, А. С. Серебровского, Д. П. Филатова , С. Н. Скадовского. На семинаре в течение года периодически выступали видные ученые, приглашенные из-за границы: среди них были К. Бриджес — один из главных представителей школы Моргана, С. Хараланд — генетик растений, У. Бэтсон — классик менделизма, давший генетике её имя, К. Дарлингтон — крупнейший цитогенетик, Э. Бауэр и Р. Гольдшмидт — основатели классической генетики.
Кольцов чутко отзывался на нужды страны. В 1918 году Кольцов организовал Аниковскую генетическую станцию; затем в Тульской области была организована другая станция по птицеводству. В начале 1920 года обе станции были объединены, а в 1925 станция получила название Центральной станции по генетике сельскохозяйственных животных, директором которой в разные годы был Н. К. Кольцов, а затем его ученики. Многие работы проводились и на биостанции в Кропотово.
В 1925 году Кольцовский институт поселяется в городской усадьбе на Воронцовом Поле, 6.

### Арест и заключение
Ещё в 1920 году Кольцов был арестован и привлечён к суду по делу «Тактического центра», который объединил критиков большевистской власти.
Этот центр в 1918—1919 годах стал руководителем всего антисоветского подполья, имел военную организацию, его деятели разработали и попытались путём восстания свергнуть Советскую власть. После того как у крупного домовладельца Н. Н. Щепкина был произведён обыск, в котором лично участвовал Ф. Э. Дзержинский, были получены основные материалы о деятельности «Национального центра»… стало ясным, что эта организация опирается на самые реакционные группировки контрреволюции и готовится к расправе над пролетариями Советской страны после победы Деникина и Колчака. В августе 1920 года дело «Тактического центра», по которому было привлечено 28 человек, рассматривалось Верховным революционным трибуналом. Среди обвиняемых, был назван Н. К. Кольцов, который хранил денежные средства «Национального центра», участвовал в его работе, предоставлял для его конспиративных заседаний свою квартиру и кабинет в институте…Н. П. Дубинин. Вечное движение
Участниками обсуждений Центра были известные лица: философ Н. А. Бердяев, экономист Н. Д. Кондратьев, А. Л. Толстая и другие. Там обсуждали сценарии жизни страны после возможного падения большевиков. Терроризмом Центр не занимался и его не поддерживал. В конце 1919 года Центр распался, но в начале 1920 года ЧК провела аресты. М. Горький и ученики Кольцова отправили властям письма по поводу арестов, но Ленин резко ответил писателю, оправдывая аресты «кадетской интеллигенции». Суд над участниками встреч Центра проходил в августе 1920 года. Кольцову и другим грозил расстрел. Но и тут Николай Константинович оставался учёным: в заключении он следит за падением своего веса, вызванным крайним стрессом. В итоге власть заменила расстрелы условными наказаниями. А в 1921 году участников процесса и вовсе амнистировали. Учёному не вспоминали этих событий ни при Ленине, ни позже.

### Евгеника
В начале 1920-х гг. изучение евгеники поддерживали многие прогрессивные медики и общественные деятели, как в СССР так и за её пределами. Кольцов, который видел в евгенике целостное изучение человека, предложил петроградскому коллеге Ю. А. Филипченко совместную работу на эту тему. 15 октября 1920 года в Москве при Институте экспериментальной биологии было создано Русское евгеническое общество, где он принимал самое активное участие; под редакцией Н. К. Кольцова вышли в свет 7 томов «Русского евгенического журнала». Биолог отмечал «богатство русской народной массы ценными генами». Русские евгеники продолжая гуманистическую традицию, изучали генетику и эволюцию человека, генетику и эволюцию его популяций, конституцию и типологию человека, его психологию и поведение, а также патографии людей и др.
В 1922 года вышла первая, установочная статья «Улучшение человеческой породы», где Кольцов рассматривал вопросы и биосоциологии. В 1923 году публикуется работа «Генетический анализ психических особенностей человека». В эти годы Кольцов проводил опыты по биохимической генетике человека и животных. Объектами изучения были группы крови и фермент каталаза. В его Институте обследовали однояйцевых и разнояйцевых близнецов. В 30-е годы эти темы перейдут в Медико-генетический институт.

### Генетика и развитие новых идей биологии в 1910—20-е гг.
Ещё в Университете Шанявского внимание кольцовцев привлекла молодая наука генетика. Выступая за рубежом, И. П. Павлов утверждал, что условные рефлексы после многих повторений перейдут в безусловные. Кольцов возражал почитаемому им Павлову, ссылаясь на генетические опыты в своём Институте. Нобелевский лауреат признал правоту коллеги. После этого в научном городке Колтуши появились генетическая лаборатория и памятник Менделю, а учёные стали дружить семьями. Кольцовцы изучали влияние физико-химических условий на биоту водоёмов. Экспериментальные хирурги и эмбриологи Института продвинулись в деле пересадок органов и тканей. Учителя и его сотрудников увлекла тема гормонов и их влияние на пол животных. В лечебную практику были введены анализы мочи на беременность и гормональный омолаживающий препарат гравидан.
С подачи Кольцова известный энтомолог С. С. Четвериков и его группа начали изучать генетику и эволюцию природных популяций на примере насекомых. Ими была доказана связь генетики с дарвинизмом. Так родилась экспериментальная «синтетическая теория эволюции». Цитологи Института подкрепляли свои исследования изобретательством. Они предлагали новые методы микроскопии. В стенах Института родилась научная микрокинематография.
В 1927 году сам директор выступает с революционной теорией. Он предполагает существование наследственных молекул. Такие представления у Кольцова родились ещё в 1915 году. В полемической статье журнала «Природа» учёный заглядывал в далёкое будущее науки. Он предвидел пути изменчивости генов. Возможным механизмом он считал простейшую реакцию органической химии — метилирование (замена водорода на группу СН3).
В 1916 году Кольцов утверждает: гены можно изменять с помощью лучистой энергии или активных химических соединений. В 1921 г. кольцовцы рентгенизировали грибных дрозофил и мелких ракообразных, получив изменённые формы, но данные они не публиковали, опасаясь ошибок, так как не было базы для сравнения результатов с уже известными мутациями.
Научное строительство в России требовало своих научных журналов. Первым детищем Кольцова стал журнал «Природа»: он был его редактором с момента возникновения в 1912 году. В 1922 году были основаны «Успехи экспериментальной биологии» и «Русский евгенический журнал». Учёный принимал участие в появлении журнала «Социалистическая реконструкция и наука» («Сорена»). Вместе с В. И. Вернадским Кольцов стоял у истоков «Вестника радиологии и рентгенологии» (1920).

### Новые успехи Института и усиление политического давления
В 1929, «год великого перелома», началось наступление и на «старую» профессуру. Общество биологов-марксистов исповедовало классовость в науке. Выявляли «классовых врагов, засевших за микроскопами». В список учёных, авторов «вредительских теорий», к концу 20-х годов попадут все наши крупные биологи. Н. К. Кольцова разоблачали как евгеника. «Виноват» он был и в своей попытке «возглавить позицию единства теории и практики». При перестройке в Московском университете его кафедру упразднили. Вместо неё появились пять новых дочерних кафедр Биологического факультета, которые возглавили пять учеников Кольцова. Шестую позже основал эмбриолог-кольцовец Д. П. Филатов. А самому Кольцову в Университете «даже стула не оставили».
В 1932 году в Кольцовский институт командировали двух партийных «товарищей». Возникла угроза перестройки-ликвидации Института. Через посредство Горького Николай Константинович обратился к Сталину. Ликвидаторов убрали. Директор умел держать удар. Ему удалось перестроить рабочие порядки и продолжить труды Института. В 30-е годы он признаётся одним из центров мировой биологии. Директор приглашает своего одарённого ученика, 25-летнего Н. П. Дубинина. Тот возглавил институтских генетиков. В 1933 г. появляется работа Кольцова «Проблема прогрессивной эволюции». Учёный даёт её новую, молекулярную трактовку.
В 1934 году Кольцов публикует на русском и французском языках классическую работу «Генетика и физиология развития». Он рассматривает пути влияния окружающей среды на конечный облик организма. Опыты учеников подтвердят новаторские представления учителя, ставшего основателем эпигенетики. Они получат ненаследуемые и наследуемые (мутации) изменения особей. В дальнейшем стержнем представлений современной эпигенетики станет кольцовское метилирование геномных молекул.
В середине 30-х годов Советский Союз вышел вперёд в изучении стратосферы. На стратостате «СССР-1-бис» на высоту 20 км по предложению Кольцова были запущены подопытные дрозофилы. Кольцовцы вошли в число основоположников космобиологии. В это же время они добиваются больших успехов в пересадке конечностей и приживлении зубов у животных. Заметной отраслью в хозяйстве страны становилось шелководство и Кольцов начал опыты по регуляции пола у шелкопряда. Б. Л. Астауров и другие ученики успешно продолжили эту работу, получая тысячи продуктивных клонов, создав научное шелководство.
В Институте развивалась генная инженерия. Перестройка хромосом позволила получать жизнеспособные искусственные виды дрозофил. Кольцовец М. А. Пешков первым в мире обнаружил у бактерий нуклеоиды. Так были названы аналоги истинного ядра в клетках высших организмов. Сотрудники продвигались в сторону выявления роли нуклеиновых кислот: в цитоплазме клеток Б. В. Кедровский обнаружил «кислые метаболиты» (информационную РНК). Ученики же Кольцова проводили широкие поиски факторов, позволяющих получать ценные сорта растений. Среди них: традиционная гибридизация, кратное увеличение набора хромосом, мутагенез. Наибольшие успехи были достигнуты на вике посевной и гречихе.
Кольцовец В. С. Кирпичников и его группа добились больших успехов в селекции карповых рыб. Впоследствии он создаст отечественную школу генетики рыб, получит мировую известность. Командированный в Германию Н. В. Тимофеев-Ресовский, развивая представления учителя, станет классиком мировой радиобиологии и эволюционных исследований. После войны его выдвинут на Нобелевскую премию.
Ещё при жизни Кольцова И. А. Рапопорт обнаружил химические мутагены. Он тоже станет нобелевским номинантом, а позже — лауреатом Ленинской премии.

### Последние годы и смерть
В 1935 году Кольцов избран академиком ВАСХНИЛ, международная пресса хвалит небывалые успехи Института, но в то же время агроном Трофим Лысенко и философ Исай Презент начинают планомерное наступление на науку под флагом «мичуринской биологии». Знаменитый селекционер взглядов Лысенко не принимал, но И. В. Мичурина уже не было в живых, в то время как ложные обещания обеспечить страну зерном, привлекли на сторону Лысенко поддержку властей. Большим препятствием на пути лысенковцев было само существование академиков Н. И. Вавилова и Н. К. Кольцова. В 1937 году в Москве должен был пройти 7-й Международный генетический конгресс, где Кольцову отводили часовую лекцию. Конгресс мог стать витриной достижений советских генетиков, но лысенковцы сумели сорвать проведение мероприятия в СССР и конгресс состоялся в Эдинбурге в 1939 году и без участия российских делегатов.
Первоначально была нарушена структура Института экспериментальной биологии, а затем преследование коснулось всех сторонников теории гена вообще. Кольцов мужественно сопротивлялся вульгаризации биологии со стороны Лысенко и Презента и отказался публично отречься от своих взглядов. В результате в 1938 году институт был передан из системы Наркомздрава РСФСР в Академию наук СССР, реорганизован и переименован в Институт цитологии, гистологии и эмбриологии, а в следующем году Кольцов был снят с должности директора. Николаю Константиновичу и его супруге Марии Полиевктовне оставляют в Институте лишь маленькую лабораторию. В январе 1939 года газета «Правда» назвала Н. К. Кольцова «лжеучёным». Публикация была написана в связи с выдвижением кандидатов в Академию на предстоящих в конце месяца выборах. Президиум АН СССР создал комиссию (1939) для изучения «лженаучных извращений» в институте экспериментальной биологии. В последний год жизни уволенный от всех должностей Кольцов был вынужден наблюдать, как разрушается его институт.
С конца ноября 1940 года супруги были в командировке в Ленинграде: Кольцов поехал в Ленинград, чтобы прочитать доклад «Химия и морфология» в юбилейном заседании Московского общества испытателей природы. После ареста Н. И. Вавилова в 1940 году Кольцов неоднократно допрашивался как свидетель по его делу. Нужных обвинителям показаний Кольцов не дал. 27 ноября он съел порцию сёмги в ресторане гостиницы «Европейская»; сильное отравление перешло в сердечную недостаточность. Биохимик Илья Збарский заявлял, что неожиданная смерть Кольцова наступила в результате его отравления органами НКВД. 2 декабря учёный скончался; вслед за мужем лишила себя жизни и Мария Полиевктовна. Согласно завещанию покойной, оба супруга были похоронены в Москве на Введенском кладбище (13 уч.).

## Вклад в науку
- Создал учения о цитоскелете.
- Показал, главным образом на сперматозоидах десятиногих ракообразных, формообразующее значение клеточных «скелетов» (кольцовский принцип), действие ионных рядов на реакции сократимых и пигментных клеток, физико-химических воздействий на активацию неоплодотворённых яиц к развитию;
- разработал гипотезу молекулярного строения и матричной репродукции хромосом («наследственные молекулы»), предвосхитившую главнейшие положения современной молекулярной биологии и генетики (1928)[36];
- привнёс физико-химический метод, вошедший в набор основных методов биологических исследований.

При возрождении отечественной биологии важнейшую роль сыграют ученики Н. К. Кольцова. В конце XX века учредили международный проект «Геном человека». В XXI веке его продолжением и развитием стал новый проект — «Эпигеном человека». Цель последнего — изучить метилирование ДНК человека в связи с наследственными болезнями.

## Достижения
- Организатор первых экспериментальных лабораторий в России;
- Создатель Института экспериментальной биологии в Москве (лето 1917 года);
- Один из основателей генетики в России и слияния её достижений с эволюционной теорией;
- Один из основоположников космической биологии;
- Организатор крупнейшей кафедры экспериментальной биологии в Московском университете (впоследствии она послужила основой для пяти кафедр биофака МГУ);
- Организатор и глава Русского евгенического общества, задачи которого позднее реализовались в области медицинской генетики. Первое заседание общества состоялось 19—20 ноября 1920 года в ИЭБ;
- Организатор и участник создания трёх биостанций (Звенигородской, Аниковской и в Бакуриани (Грузия), а также стоял у истоков Кропотовской);
- Организатор и редактор ряда периодических научных изданий (в том числе журналов «Природа», «Успехи экспериментальной биологии», «Русского евгенического журнала», «Сорена» и «Вестника радиологии и рентгенологии»);
- Создал фундамент отечественной школы экспериментальной биологии, которая противостояла лженаучным теориям Т. Лысенко и впоследствии смогла их окончательно преодолеть.

Кольцов и его школа добились:
- Внедрения генетики в птицеводство и животноводство;
- Создания научного шелководства;
- Создания генетических основ рыбоводства;
- Создания научной микрокинематографии;
- Были открыты ядерные структуры (нуклеоиды) бактерий и их кольцевая хромосома;
- Кольцовцы при жизни учителя, используя рентгеновское излучение, стали пионерами генной инженерии;
- В Институте Кольцова с использованием различных методов был получен ряд сортов сельскохозяйственных растений;
- Кольцовцы добились больших успехов в пересадке конечностей, зачатков зубов и восстановления тканей.

## Публикации

### Монографии
- «Исследования о форме клетки. Часть I. Исследование о спермиях десятиногих раков в связи с общими соображениями относительно организации клетки». 1905.
- «Исследования о форме клетки. Часть II». 1908.
- «Организация клетки. Сб. экспериментальных иссл., статей и речей». — М.—Л., 1903—1935.
- «Памяти павших. Жертвы из среды московского студенчества в октябрьские и декабрьские дни». 1906.
- «К университетскому вопросу». 1909, 1910.

### Статьи
- «Образование новых видов и число хромосом» // Успехи экспериментальной биологии. Т. 1. Вып. 2. 1922.
- «Генетический анализ психических особенностей человека» // Русский евгенический журнал. Т. 1. Вып. 3—4. 1923.
- «Улучшение человеческой породы». Пг., 1923.
- «Влияние культур на отбор в человечестве» // Русский евгенический журнал. Т. 2. Вып. 1. 1924.
- «Жизнь» // Научное слово. № 9. 1928.
- «Физико-химические основы морфологии» // Успехи экспериментальной биологии. Сер. Б. Т. 7. Вып. 1. 1928.
- «Задачи и методы изучения расовой патологии» // Русский евгенический журнал. Т. 7. Вып. 2—3. 1929.
- «Об экспериментальном получении мутаций» // Журнал экспериментальной биологии. Т. 6. Вып. 4. 1930.
- «Проблема прогрессивной эволюции» // Биологический журнал. Т. 2. № 4—5. 1933.
- «Наследственные молекулы» // Наука и жизнь. № 5. 1935.
- «Структура хромосом и обмен веществ в них» // Биологический журнал. Т. 7. № 1. 1938.
- «Физико-химические основы морфологии» // Классики советской генетики. 1920—1940. — Л., 1968.

## Память
- В мае 1975 года имя Кольцова было присвоено Институту биологии развития АН СССР.
- Имя биолога носит посёлок Кольцово Новосибирской области — первый наукоград за Уралом, где расположен научный центр вирусологии, биотехнологии и молекулярной биологии «Вектор».
- Новый вид морских микроорганизмов Cadlina koltzovi получил своё название в честь Кольцова[37]
- В Память о Н. К. Кольцове ИБР РАН с 1972 года проводит Кольцовские чтения[38][39].
- С 1994 года, Отделением физико-химической биологии (ОФХБ) Российской академии наук каждые три года присуждается Премия имени Н. К. Кольцова — научная награда за выдающиеся работы в области молекулярной генетики.
- М. Д. Голубовский высказывал предположение, что Кольцов был среди прототипов профессора Преображенского в повести Булгакова «Собачье сердце»[40].